# 11 septembre 1938
Le dimanche 11 septembre 1938 est le 254e jour de l'année 1938.

## Naissances
- Alexandre Tikhonov (mort le 25 février 2019), scientifique soviétique
- Edward George (mort le 18 avril 2009), gouverneur de la Banque d'Angleterre
- Filippo Marchese (mort en 1982), membre important de la mafia sicilienne
- Ginès Gonzales, joueur français de football
- Joaquín Espert, personnalité politique espagnole
- Joseph Algazy, historien et journaliste israélien
- Luc-Francis Genicot (mort le 8 juillet 2007), historien de l'art et archéologue belge
- Pedro Uhart, peintre français
- Perry Anderson, historien britannique
- Peter Iden, critique de théâtre et critique d'art allemand
- Pierre Lefebvre, homme politique et syndicaliste français

## Décès
- Carlos Cañal (né le 3 novembre 1876), personnalité politique espagnole
- Edmond Maillet (né le 15 décembre 1865), mathématicien français
- Firmin de Terwangne (né le 4 mars 1863), politicien belge
- Jean Longuet (né le 10 mai 1876), personnalité politique française, petit-fils de Karl Marx
- Thomas Nelson Downs (né le 16 mars 1867), magicien américain

## Événements
- Grand Prix automobile d'Italie de 1938
- Inauguration de la ligne de métro Zamoskvoretskaïa à Moscou avec l'ouverture des stations : Aeroport, Belorousskaïa, Dinamo, Maïakovskaïa, Sokol et Teatralnaïa